# ドラえもん のび太の牧場物語
『ドラえもん のび太の牧場物語』（ドラえもん のびたのぼくじょうものがたり、英題：DORAEMON STORY OF SEASONS）は、ブラウニーズが開発しバンダイナムコエンターテインメントより2019年6月13日に発売されたゲームソフト。略称は「ドラ牧」。
藤子・F・不二雄の漫画・アニメ『ドラえもん』とマーベラスが展開する牧場物語シリーズとのコラボレーション作品である本作は、『ドラえもん』の登場人物ののび太を操作キャラクターとして、牧場作業や人々との交流などを行う。シリーズ作品として、本作とは異なる舞台での物語が展開される『ドラえもん のび太の牧場物語 大自然の王国とみんなの家』が2022年11月2日に発売された。

## 開発
企画はバンダイナムコエンターテインメントの中島光司により立案されたもので、『ドラえもん』を見ながら育ち親世代になった自身が『ドラえもん』のすばらしさを伝えるゲームを作りたいと思い、一方でかつて『牧場物語 ハーベストムーン』をよく遊んでいたことから、『牧場物語』のゲーム性で『ドラえもん』の作品性やメッセージ性などの魅力が詰まった体験ができればと考えマーベラスに制作の話を持ち掛けた。マーベラスでは驚きがありながらもこうした機会はなかなかないとして歓迎ムードとなり、開発担当のブラウニーズでも同様に驚きと期待を示したことで、3社による制作が進められることになった。
本作はグラフィックは『牧場物語』と『ドラえもん』の両方に合わせることを意識した手書き水彩画のような画風で描画され、物語は従来の牧場物語シリーズとは違いメインストーリーが1本通っている構成になっている。また、『ドラえもん』は子どもたちの胸をときめかせるような冒険感があるため、物語に直接関係のないところでも過去を想像できるような要素が随所にちりばめられた。
ゲームのシステムは恋愛と結婚を除き、おおよそ『牧場物語』に準拠している。その代わり、「誰かを想う気持ちから努力する」ことを表現するため、登場人物にはイベントを進めるための好感度が設けられている。
本作のメインテーマは家族であり、中でもメインストーリーは「家族愛」が中心に据えられている。また、サブストーリーも家族にちなんだものが多い一方、ひみつ道具が物語の解決策として登場するものもある。これらのひみつ道具の選定に当たっては、便利になりすぎぬよう注意が払われた。たとえば、作物の成長速度を高める「アットグングン」は気軽に使えないようにするため、消費アイテムとして設定された。

## ストーリー
夏休みの自由研究の題材について考えていたのび太は、ある日、空き地で不思議な形の種を発見し、これを育てることを決める。のび太のほか、ドラえもん、しずか、ジャイアン、スネ夫も見守る中、植えられた種は急速に成長して大樹となるが、その直後に突然雷雨になったかと思うと上空にタイムホールが現れ、のび太たちは大樹もろとも中に吸い込まれてしまう。
目を覚ました先は、大樹をシンボルとする別の時代の別世界の町「シーゼンタウン」だった。町の少年・ランチとの出会いをきっかけに、のび太たちは町の人々の手伝いをしながら元の世界へ戻る方法を探ることになる。

## システム
基本的なシステムは牧場物語シリーズを踏襲しており、ゲーム内で経過する「はる」「なつ」「あき」「ふゆ」の4つの季節（それぞれ30日）の中で生活を送る。一方、本作の特徴として『ドラえもん』でドラえもんが取り出すひみつ道具を使用することで牧場作業や日々の生活をより快適に進められるようになる。グラフィックの視点は『牧場物語 ハーベストムーン』のようなクォータービューを採用している。
町には以下の施設がある。
- 動物屋 - 牛や羊、および飼育用の道具や餌を販売する。
- ニワトリ屋 - ニワトリおよび飼育用の餌を販売する。
- 雑貨屋 - 作物の種や肥料などを販売する。
- 料理屋 - 料理、作物、レシピを販売する。スネ夫が身を寄せ働いている。
- 鍛冶屋 - 農具を鍛えて作業効率を上げることができる。鉱石の販売も行っている。
- 大工屋 - 建物の建築・拡張や家具の販売などを行う。ジャイアンが身を寄せ働いている。
- 病院 - 薬を販売する。また、牧場作業などの際に減少する体力が0になった場合は病院のベッドからゲームが再開される。しずかが身を寄せ働いている。
- 釣り屋 - 釣りの効果が上がるまき餌を販売する。
- 町長さんの家 - ゲーム内で見つけた生き物・作物・料理の図鑑や出荷した品物のデータなどを確認できる。ドラえもんが身を寄せている。

牧場物語シリーズ恒例の結婚システムは本作にはないが、町の人々やのび太の仲間たちに挨拶をしたり物を贈ったりすると友好度の値が上昇し、一定値に達すると対象人物に関するイベントが発生する。これらのイベントの一部はメインストーリーの進行にも関係している。

## 主なひみつ道具
物語冒頭でタイムホールに吸い込まれた際にドラえもんは多くのひみつ道具を落としてしまい、それらはシーゼンタウンの人々の手にわたっている。

### 牧場や採くつ場に関する道具
「スーパー手ぶくろ」以外は消耗品。
アットグングン
作物の成長を速める粉末。
ケロンパス
ゲーム内の2時間だけ体力を減らさずに行動できる湿布のような道具。
お天気ボックス
翌日の天気を任意のものに変更できる機械。「晴」「くもり」「雨」のカードを使用する。
ミニ雨雲
毎朝畑に自動で水巻きを行う雨雲のような道具。
季節カンヅメ
温室内の季節を変化させる缶詰。「はる」「なつ」「あき」「ふゆ」の4種類がある。
スーパー手ぶくろ
畑で通常よりも広い範囲に種を蒔けるようになる手袋。
グレードアップえき
農具の性能がゲーム内の1時間だけ上昇する液体。
元気の出る爆弾
体力を最大まで回復させる爆弾。
ツキの月
「採くつ場」でゲーム内の3時間だけ良い素材が手に入るようになる道具。
畑のレストラン
畑に植えると中に料理の入った作物が育つ種。
2020年7月30日配信の無料アップデートにより追加された。

### 町などで使用する道具
ゲーム性に関係しない道具は除く。
どこでもドア
任意のエリアへ瞬時に移動できるドア。
人間機関車セット
高速で走れるようになる煙突・石炭・水のセット。
たずね人ステッキ
捜したい人がいる場所の方向を示す杖。
もしもボックス
一度見た特定の場面を閲覧でき、名前付けや選択肢の選択をやり直すこともできる電話ボックス型の装置。町長さんの家に置かれている。
ハツメイカー
料理などに役立つ様々な機械を鍛冶屋で製造できるようになる装置。
地中つりざお
どこでも釣りができる釣り竿。
スペアポケット
アイテムを収納する収納箱などの道具の出し入れをどこでも行うことができるポケット。
キューピッドの矢
町の人々やのび太の仲間たちとの友好度が上昇する矢。消耗品。
2020年7月30日配信の無料アップデートにより追加された。
ぶつぶつ交換機
不要なものを物々交換できる装置。
2020年7月30日配信の無料アップデートにより追加された。
お天気ボックス
お天気カードを刺すと明日の天気を変えられる。（お天気カードはコロボックルショップで買える)

### 物語内で使用する道具
以下の他にもひみつ道具が多数登場するが、本項ではメインストーリーに関係するものを記載する。
ほんやくコンニャク
食べるとどんな言葉でも通じるようになるコンニャク。
ランチと出会った直後ののび太たちがこれを食べ、以降、シーゼンタウンの人々と会話できるようになる。
精霊よびだしうでわ
腕に装着して擦ると精霊を出現させることができる腕輪。
町長のヤーメイがこれを拾い、精霊たちに自分の仕事を手伝わせようとしている。
カムカムキャット
人を招き寄せる効果がある猫型の道具。
料理屋で働くトランがこれを拾い、普段は閑散としている店が突然繁盛するようになる。
タイムテレビ
様々な時代や場所の様子を見ることができる薄型テレビ。
大工屋のペンターがこれを拾い、夜な夜な女性の笑い声がする映像を視聴している。
ソーナルペン
書いたことが実現するペン。
病院の看護師のセルーナがこれを拾い、恋心を寄せる医師のロコッドに関する文字を記す。
通りぬけフープ
壁などに設置すると穴が開いて通れるようになるフープ。
海辺の洞窟でこれを使ったのび太たちが、内部にある遺跡を発見する。
ガリバートンネル
一方の口が広くもう一方の口が狭いトンネル型の道具で、広いほうから狭いほうへくぐると体が縮小し逆だと拡大する。画面上には表示されない。
森の木の根元に棲むコロボックルたちがこれを使用している。
タケコプター
頭につけると空を飛ぶことができる竹とんぼ型の道具。
町を襲う嵐を止めるため、のび太たちがタケコプターをつけて大樹の頂点の黄色い葉っぱを取りに行く。

## 登場人物
『ドラえもん』の登場人物であるドラえもん（声 - 水田わさび）、のび太（声 - 大原めぐみ）、しずか（声 - かかずゆみ）、ジャイアン（声 - 木村昴）、スネ夫（声 - 関智一）については各リンク先を参照。
本項では本作オリジナルの登場人物を記載する。
ランチ
声 - 佐倉綾音
牧場を運営する少年。使用せず放置していた別の牧場をのび太に提供する。
パスチー
声 - 瀧本富士子
ランチとともに暮らしている老婆。町の最高齢者で、80年前に町を襲った大嵐を経験している。
ヤーメイ
声 - 辻親八
シーゼンタウンの町長。町の人々の仕事ぶりを厳しくチェックしている。
ドラえもんのひみつ道具を危険視して没収するが、物語の進行に応じて少しずつ返還してくれる。
ロコッド
声 - 三木眞一郎
病院の医師。常にけだるそうにしているが、薬を自作する確かな腕を持ち町の人々から信頼されている。
セルーナ
声 - 和久井優
病院の看護師。ロコッドへの好意をなかなか伝えられずにいる。
レスター
声 - 桜井敏治
料理屋「モグモーグ」の店主。大食漢で、時に客に提供するはずの料理を自ら食べてしまうこともある。
トラン
声 - 瀧本富士子
レスターの妻。夫の体調と客入りの少なさを心配している。
ペンター
声 - てらそままさき
大工屋「トンテンカン」の店主。口数は少ないが質の高い仕事をこなす。
ユー
声 - 翠準子
動物屋「グーテモーク」を営む老婆。孫娘のラムを大事に思っている。
ブル
声 - 宮澤正
ユーの夫の老翁。頻繁に眠気を催し、会話の途中ですら眠ってしまうこともある。
ラム
声 - 佐倉綾音
ユーとブルの孫娘で町の最年少者。動物と会話することができる。
ヘレン
声 - くじら
ニワトリ屋「コケッコハウス」を営む女性。2人の息子の世話に苦労している。
チック
声 - 磯部巧幸
ヘレンの息子で後述のケンの兄。いつもおどおどしている。虫が苦手で、ケンが持ち込む虫を避けるため離れの家に住んでいる。
ケン
声 - 草野太一
ヘレンの息子でチックの弟。虫好きで、チックのことを頻繁にからかっている。のび太に虫取り網の使い方を教える。
シーフィー
声 - 浅野真澄
釣り屋を営む女性で、口数が少なく一人でいる事を好む。魚好きで特にカジキに魅了されている。のび太に釣り竿を提供する。
スミック
声 - 上田燿司
鍛冶屋「キンコンカン」の店主。息子のブラスに厳しく当たるが、その裏では動向を気にしている。
ブラス
声 - 井之上潤
スミックの息子。父とそりが合わず度々喧嘩している。動物が苦手。
ネラル
声 - 山下創也
雑貨屋「ニックナック」を営む男性。昔話に登場するコロボックルの存在を信じ町中を探し回っている。
エティ
声 - 木村亜希子
ネラルの妻。コロボックル探しに夢中になる夫に代わり店番に立っている。
ティラル
声 - 野中藍
ネラルとエティの娘。ランチに好意を持っている。
ヴィーナ
声 - 石川由依
大樹の根元付近に滞在している女性。町の人々からはその存在を知られていない。のび太たちからは「女神さま」と呼ばれる。
その正体は、将来の自然環境をよくする効果のある機械植物を開発した未来人で、当初は調査のために80年前の時代を訪れていた。その時に出会ったパスチーの兄と結婚し子をもうけたことで滞在を決意し、大樹の種を植えて町の不作を解消するが、ある日大樹の暴走により発生した大嵐で家族が別の時代に散り散りになり、ヴィーナが現在の時代にやってきた。物語の終盤ではランチがヴィーナの息子であることが判明し、エンディングの最後ではヴィーナの夫らしき人物が現れる。
キサラム / ロイズーミ / アッカー / ドリーミー / キイロン
声 - 瀧本富士子 / 和多田美咲 / 和多田美咲 / 野中藍 / 和久井優
シーゼンタウンの各所に隠れているコロボックルたち。全員を見つけ出すと牧場の作業を手伝うようになる。

## 反響
本作のNintendo Switch版は発売から約1週間で4.2万本を売り上げた。